# La Fanciulla del West

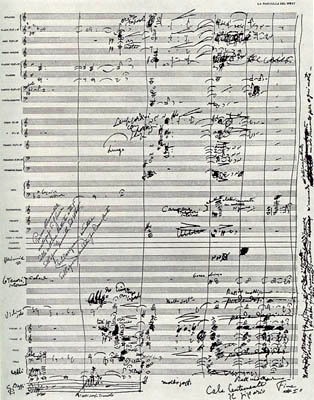
deel van origineel

La Fanciulla del West (Het meisje van het Wilde Westen) is een opera in drie bedrijven van Giacomo Puccini op een Italiaans libretto van Guelfo Civinini en Carlo Zangarini, gebaseerd op het toneelstuk The Girl of the Golden West van David Belasco. Dat het werk minder populair is dan andere Puccini-opera's wordt toegekend aan twee redenen. Allereerst is er de uitzonderlijk moeilijke partituur voor de hoofdfiguur in de opera, Minnie (sopraan). Weinige operadiva's, zelfs de beste en meest gerespecteerde, hebben zich gewaagd aan deze vertolking. Ten tweede eindigt de opera met een "happy end", terwijl de populairdere Puccini-opera's meestal een tragische afloop hebben.

## Uitvoeringsgeschiedenis

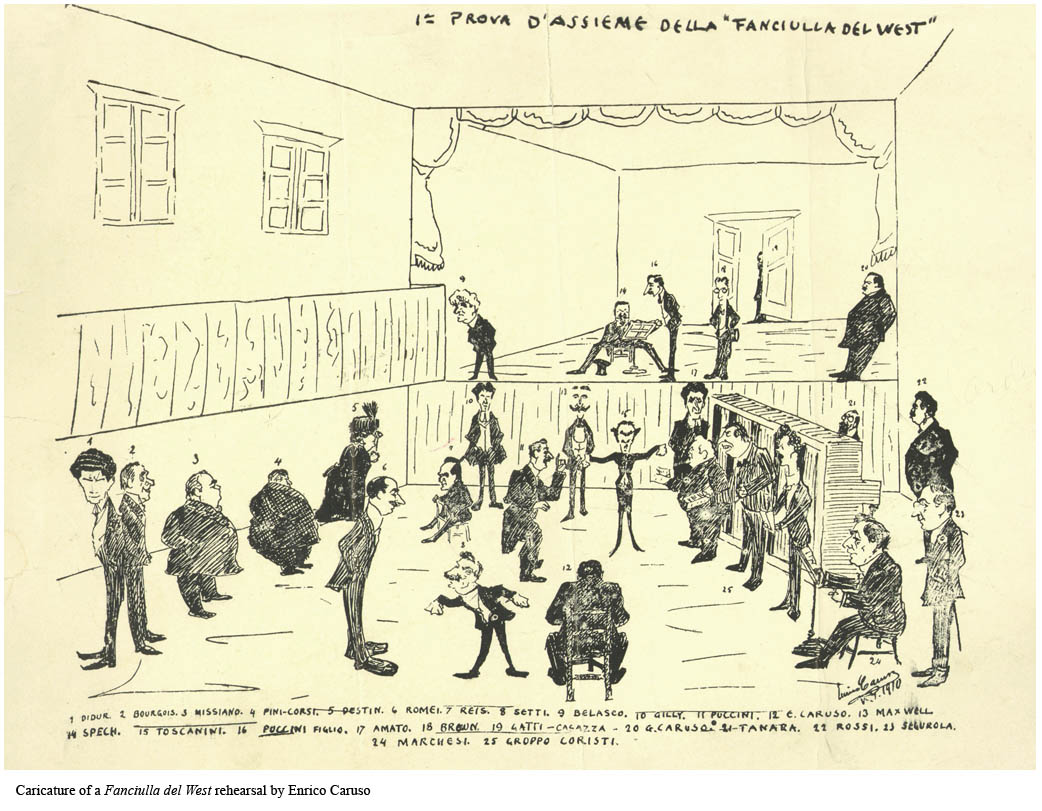
repetitie met Caruso

De première vond plaats op 10 december 1910 in New York in het Metropolitan Opera House. De hoofdrollen werden vertolkt door Emmy Destinn als Minnie, Enrico Caruso als Dick Johnson en Pasquale Amato als Jack Rance. Arturo Toscanini was de dirigent.
Deze opera was de eerste wereldpremière voor het Metropolitan Opera House en was een groot succes in de Verenigde Staten. In Europa werd het werk daarentegen nooit erg populair, behalve enigszins in Duitsland, waar het werk in maart 1913 in première ging in het Deutsche Opernhaus in Berlijn (nu bekend als de Deutsche Oper), onder de muzikale leiding van Ignatz Waghalter. De opera heeft geen echte "showstoppers" zoals zo vaak bij Puccini, maar is een meer geïntegreerd geheel dan zijn eerdere werken.

## Rolverdeling
- Minnie - sopraan
- Jack Rance, sheriff - bariton
- Dick Johnson/Ramerrez, bandiet - tenor
- Nick, bartender in de Polka saloon - tenor
- Ashby, Wells Fargo agent - bas
- Sonora, mijnwerker - bariton
- Trin, mijnwerker - tenor
- Sid, mijnwerker - bariton
- Handsome, mijnwerker - bariton
- Harry, mijnwerker - tenor
- Joe, mijnwerker - tenor
- Happy, mijnwerker - bariton
- Jim Larkens, mijnwerker - bas
- Billy Jackrabbit, een "Red Indian" - bas
- Wowkle, zijn squaw - mezzosopraan
- Jake Wallace, een reizende muzikant - bariton
- José Castro, een "greaser", uit Ramirez' bende - bas
- De Pony Express ruiter - tenor
- Mannen van het kamp - koor

## Synopsis
Het verhaal speelt zich af in de Sierra Madre Mountains van Californië in de jaren 1849 tot 1850, tijdens het hoogtepunt van de Californische goldrush.

### Eerste bedrijf
De opera begint in een saloon, gevuld met goudzoekers. Alle typische karaktertrekken van de goudzoekers komen aan bod: het drinken, het gokken, het heimwee, kortom het geromantiseerde beeld van het leven in het Wilde Westen. De kijker komt te weten dat de ruige goudzoekers wel een goed hart hebben, dat Ramerrez een gezocht crimineel is en dat de saloon uitgebaat wordt door de jonge Minnie, die als enige vrouw zowat wordt gezien als de "moeder" van alle goudzoekers. Sommige goudzoekers zijn uiteraard verliefd op de bekoorlijke Minnie, onder andere Rance, de sheriff. Minnie echter heeft geen interesse in Rance, die volhardt in zijn avances.
Ramerrez doet zijn intrede. Zijn aanwezigheid in de saloon is niet toevallig. Zijn bendeleden staan buiten te wachten en de bedoeling is om de saloon te beroven. Dit plan gaat echter niet door om de eenvoudige reden dat Ramerrez hopeloos verliefd wordt op Minnie en haar aldus niet bloot wil stellen aan het gevaar dat een overval met zich meebrengt. Minnie, onwetende dat deze man de gezochte crimineel Ramerrez is, voelt zich eveneens aangetrokken tot deze 'vreemde' en vraagt hem om mee te komen naar haar blokhut.

### Tweede bedrijf
Buiten is een sneeuwstorm uitgebroken. Ondertussen is Minnie in haar blokhut zich aan het opmaken voor de komst van Ramerrez. Wanneer deze arriveert kan hij zijn verlangen naar haar moeilijk onder stoelen of banken steken. De maagdelijke Minnie probeert weerstand te bieden maar geeft al snel toe aan Ramerrez' wensen. (Het seksuele contact tussen beiden wordt op suggestieve wijze weergegeven: terwijl ze elkaar omhelzen waait de deur open en vliegt een gedeelte sneeuw de blokhut binnen.)
Plots arriveert Rance met een aantal kompanen. Deze hebben het spoor van Ramerrez kunnen volgen tot Minnies blokhut. Minnie komt op deze manier Ramerrez' echte identiteit te weten. Haar liefde voor hem blijkt echter sterk genoeg te zijn daar ze hem in bescherming neemt. Ze helpt hem schuil te houden. Wanneer Rance Ramerrez' schuilplaats ontdekt speelt Minnie in op de eerste z'n gevoel. Ze stelt een potje poker voor en als hij verliest moet hij Ramerrez laten gaan maar als hij wint, mag hij haar hebben. De aan gokken verslaafde Rance kan onmogelijk dergelijk spel met dergelijke hoofdprijs weigeren, doch het is Minnie die het spel wint (omdat ze vals speelt) en het tweede bedrijf eindigt met een uiterst geïrriteerde Rance die Minnies blokhut verlaat met een koel gemompeld "buona notte".

### Derde bedrijf
Ramerrez is uiteindelijk gevangengenomen en wordt uitgeleverd aan sheriff Rance. Deze eist uiteraard de strop voor de crimineel (vooral omdat hij zo zijn grootste rivaal ten opzichte van het veroveren van Minnie kan uitschakelen). Ramerrez, alreeds met de strop rond de nek, wordt op het laatste nippertje gered door Minnie. Zij kan inspelen op het goede hart van alle aanwezige goudzoekers (afgezien van Rance) en om te opteren voor vergiffenis in plaats van wraak. De opera eindigt met Minnie en Ramerrez die, met de zegen van alle goudzoekers, de scène verlaten op weg naar een nieuwe en betere toekomst ...
Opmerkelijk is het voorstellen van sheriff Rance (vertegenwoordiger van het 'goede' in een maatschappij) die uiteindelijk 'slecht' blijkt te zijn en crimineel Ramerrez (vertegenwoordiger van het 'slechte' in een maatschappij) die uiteindelijk 'goed' blijkt te zijn.

## Geselecteerde opnamen
| Jaar | Rolverdeling (Minnie, Dick Johnson, Jack Rance)   | Dirigent, operagezelschap en orkest                                 | Label                                        |
| ---- | ------------------------------------------------- | ------------------------------------------------------------------- | -------------------------------------------- |
| 1958 | Birgit Nilsson, João Gibin, Andrea Mongelli       | Lovro von Matačić, koor en orkest van het Teatro alla Scala         | Audio CD: EMI Classics Cat: 81862            |
| 1982 | Carol Neblett, Plácido Domingo, Silvano Carroli   | Nello Santi, koor en orkest van het Royal Opera House Covent Garden | DVD: Kultur Video Cat: 032031203891          |
| 1991 | Mara Zampieri, Plácido Domingo, Juan Pons         | Lorin Maazel, koor en orkest van het Teatro alla Scala              | DVD: BBC / Opus Arte Cat: OA LS3004 D        |
| 1992 | Barbara Daniels, Plácido Domingo, Sherrill Milnes | Leonard Slatkin, koor en orkest van de Metropolitan Opera           | DVD: Deutsche Grammophon Cat: 00440 073 4023 |

Opmerking: "Cat:" staat voor catalogusnummer van de maatschappij.